# سامان احتشامی
سامان احتشامی شهرمین (زادهٔ ۱ اردیبهشت ۱۳۵۷ در تهران) موسیقی‌دان، آهنگ‌ساز و نوازندهٔ پیانوی اهل ایران است. وی از طریق همکاری با جواد معروفی، محمد سریر و اسماعیل امین موید با ساز پیانو وارد دنیای موسیقی شد و در سال ۱۳۷۱ با انتشار آلبوم باغ به باغ فعالیت رسمی خود را آغاز کرد.
احتشامی در سال ۱۳۶۸ موفق شد دیپلم افتخار جشنواره موسیقی کانون پرورش فکری کودکان و نوجوانان را دریافت کند. طی سال‌های ۱۳۷۰ تا ۱۳۷۴ با کسب مقام اول در پیانوی کلاسیک و ایرانی برنده لوح زرین و لوح تقدیر جشنواره موسیقی فجر و در سال ۱۳۸۲ نیز برگزیده همین جشنواره شد.
سامان احتشامی که فارغ‌التحصیل دانشگاه هنر و معماری است، در سال ۱۳۸۲ آموزشگاه موسیقی احتشامی را تأسیس کرده و هم‌اکنون در این مرکز به تدریس شاگردان مشغول است. وی همچنین در سال ۱۳۸۵ مؤسسه فرهنگی هنری آوای باغ مهر را به جهت انتشار آثار موسیقی تأسیس نمود.

## آثار

### آلبوم‌ها
| عنوان            | توضیحات                                                        | سال انتشار |
| ---------------- | -------------------------------------------------------------- | ---------- |
| باغ به باغ       | قطعاتی برای پیانو و تمبک                                       | ۱۳۷۱       |
| راز باغ          | قطعاتی برای پیانو و تمبک                                       | ۱۳۷۴       |
| مهتاب در باغ     | آثاری برای پیانو و ارکستر                                      | ۱۳۷۵       |
| کوچولوها در باغ  | موسیقی با کلام برای کودکان                                     | ۱۳۷۸       |
| آنا در باغ       | قطعاتی برای پیانو و ارکستر روی تم‌های آذری                      | ۱۳۸۰       |
| پری کجایی        | آثاری از بزرگان موسیقی ایران تنظیم برای پیانو و سازهای کوبه ای | ۱۳۸۱       |
| بهشت من          | به خوانندگی سید عبدالحسین مختاباد                              | ۱۳۸۱       |
| پائیزان          | قطعاتی برای پیانو و فلوت                                       | ۱۳۸۳       |
| مرا بپذیر        | قطعاتی برای ارکستر، به خوانندگی علیرضا گلشن                    | ۱۳۸۴       |
| باغ رؤیاها       | قطعاتی برای پیانو و تمبک عمران فروزش                           | ۱۳۸۵       |
| کهنه‌های همیشه نو | تنظیم و نوازندگی به همراهی تار بهزاد خدارحمی                   | ۱۳۸۶       |
| حرکت             | قطعاتی برای ورزش ایرانیان                                      | ۱۳۹۳       |
| همایون‌های همایون | بداهه نوازی بر روی آثار همایون خرم                             | ۱۳۹۵       |
| گریبان           | قطعاتی برروی اشعار کلاسیک ایرانی با همراهی علی عمرانی          | ۱۳۹۶       |
| سبزه ریزه میزه   | موسیقی کودک اثری مشترک به همراهی ملیحه سعیدی و حمید جبلی       | ۱۳۹۸       |

### موسیقی فیلم، مستند و تئاتر
| عنوان                                     | تهیه‌کننده         | عنوان           | کارگردان        |
| ----------------------------------------- | ----------------- | --------------- | --------------- |
| رستگاری در هشت و بیست دقیقه               | سیروس الوند       | رنگ پدر         | رحمان رضایی     |
| شازده کوچولو                              | نورالدین زرین کلک | شکاف            | کیانوش اسلامی   |
| این ترانه عاشقانه نیست                    | رحمان رضایی       | ۲۸۸۸            | کیوان علی محمدی |
| خط ساغر                                   | سعید پورشبانی     | ترانه‌های قدیمی  | محمد رحمانیان   |
| مستند گردش                                | محمدعلی اینانلو   | سینماهای من     | محمد رحمانیان   |
| کرمان، خاستگاه تاریخ                      | محمدعلی اینانلو   | نام تمام مادران | محمد رحمانیان   |
| صدای داوران (برنامه مرتبط با آوای جادویی) | علی اوجی          | استعداد یابی    | محمد طهرانی     |